# تام کلورلی
توماس ویلیام "تام" کلورلی (به انگلیسی: Thomas William "Tom" Cleverley) (زاده ۱۲ اوت ۱۹۸۹) بازیکن فوتبال انگلیسی وی محصول آکادمی باشگاه فوتبال منچستر یونایتد می‌باشد.

## آمار دوران حرفه‌ای
آمار تا تاریخ ۱۴ اوت ۲۰۱۱ دقیق می‌باشند. 
| باشگاه              | فصل      | لیگ  | لیگ | جام  | جام | لیگ کاپ | لیگ کاپ | اروپا | اروپا | غیره | غیره | جمع  | جمع |
| باشگاه              | فصل      | بازی | گل  | بازی | گل  | بازی    | گل      | بازی  | گل    | بازی | گل   | بازی | گل  |
| ------------------- | -------- | ---- | --- | ---- | --- | ------- | ------- | ----- | ----- | ---- | ---- | ---- | --- |
| منچستر یونایتد      | ۰۹–۲۰۰۸  | ۰    | ۰   | ۰    | ۰   | ۰       | ۰       | ۰     | ۰     | ۰    | ۰    | ۰    | ۰   |
| منچستر یونایتد      | ۱۰–۲۰۰۹  | ۰    | ۰   | ۰    | ۰   | ۰       | ۰       | ۰     | ۰     | ۰    | ۰    | ۰    | ۰   |
| منچستر یونایتد      | ۱۱–۲۰۱۰  | ۰    | ۰   | ۰    | ۰   | ۰       | ۰       | ۰     | ۰     | ۰    | ۰    | ۰    | ۰   |
| منچستر یونایتد      | ۲۰۱۱–۱۲  | ۳    | ۰   | ۰    | ۰   | ۰       | ۰       | ۰     | ۰     | ۱    | ۰    | ۴    | ۰   |
| منچستر یونایتد      | جمع      | ۳    | ۰   | ۰    | ۰   | ۰       | ۰       | ۰     | ۰     | ۱    | ۰    | ۴    | ۰   |
| لستر سیتی (قرضی)    | ۲۰۰۸–۰۹  | ۱۵   | ۲   | ۰    | ۰   | ۰       | ۰       | –     | –     | ۰    | ۰    | ۱۵   | ۲   |
| واتفورد (قرضی)      | ۲۰۰۹–۱۰  | ۳۳   | ۱۱  | ۱    | ۰   | ۱       | ۰       | –     | –     | ۰    | ۰    | ۳۵   | ۱۱  |
| ویگات اتلتیک (قرضی) | ۲۰۱۰–۱۱  | ۲۵   | ۴   | ۰    | ۰   | ۰       | ۰       | –     | –     | ۰    | ۰    | ۲۵   | ۴   |
| جمع دوره            | جمع دوره | ۷۳   | ۱۷  | ۱    | ۰   | ۱       | ۰       | ۰     | ۰     | ۱    | ۰    | ۷۶   | ۱۷  |

## یادداشت
1. ↑  شامل رقابت‌های دیگر مانند جام خیریه انگلیس، سوپر جام اروپا، جام باشگاه‌های جهان و جام رنگ جانستون می‌شود.